# Jewgienij Awierczenko
Jewgienij Awierczenko (ros. Евгений Аверченко; ur. 6 kwietnia 1982 w Pietropawłowsku) – kazachski piłkarz, występujący na pozycji pomocnika.

## Kariera klubowa
Awierczenko profesjonalną karierę rozpoczął w klubie Jesyl-Bogatyr Petropawł, w którym, z roczną przerwą na grę w drugoligowym Awangard Petropawł występował do 2009 roku. W latach 2009–2011 reprezentował barwy drużyny FK Aktöbe. Wiosną 2012 roku był graczem zespołu Toboł Kustanaj, a w połowie 2012 roku podpisał umowę z Żetysu Tałdykorgan. Po zaledwie roku spędzonym w tej drużynie w lipcu 2010 roku przeniósł się do klubu Irtysz Pawłodar.

## Kariera reprezentacyjna
W reprezentacji Kazachstanu zadebiutował 6 czerwca 2009 roku w meczu eliminacji mistrzostw świata przeciwko Anglii. Na boisku przebywał do 73 minuty. Do tej pory rozegrał w niej dziewięć meczów (stan na 4 lipca 2013).
| Mecze i gole w reprezentacji | Mecze i gole w reprezentacji | Mecze i gole w reprezentacji | Mecze i gole w reprezentacji | Mecze i gole w reprezentacji | Mecze i gole w reprezentacji | Mecze i gole w reprezentacji |
| #                            | Data                         | Stadion                      | Rywal                        | Wynik                        | Gol                          | Rozgrywki                    |
| 2009                         | 2009                         | 2009                         | 2009                         | 2009                         | 2009                         | 2009                         |
| ---------------------------- | ---------------------------- | ---------------------------- | ---------------------------- | ---------------------------- | ---------------------------- | ---------------------------- |
| 1.                           | 06.06.2009                   | Ałmaty, Kazachstan           | Anglia                       | 0:4                          | 0                            | El. MŚ 2010                  |
| 2.                           | 10.06.2009                   | Kijów, Ukraina               | Ukraina                      | 1:2                          | 0                            | El. MŚ 2010                  |
| 3.                           | 09.09.2009                   | Andora, Andora               | Andora                       | 3:1                          | 0                            | El. MŚ 2010                  |
| 4.                           | 10.10.2009                   | Brześć, Białoruś             | Białoruś                     | 0:4                          | 0                            | El. MŚ 2010                  |
| 5.                           | 14.10.2009                   | Astana, Kazachstan           | Chorwacja                    | 1:2                          | 0                            | El. MŚ 2010                  |
| 2010                         |                              |                              |                              |                              |                              |                              |
| 6.                           | 03.03.2010                   | Antalya, Turcja              | Mołdawia                     | 0:1                          | 0                            | towarzyski                   |
| 7.                           | 07.09.2010                   | Salzburg, Austria            | Austria                      | 0:2                          | 0                            | El. ME 2012                  |
| 8.                           | 08.10.2010                   | Astana, Kazachstan           | Belgia                       | 0:2                          | 0                            | El. ME 2012                  |
| 9.                           | 12.10.2010                   | Astana, Kazachstan           | Niemcy                       | 0:3                          | 0                            | El. ME 2012                  |

## Sukcesy
- Mistrz Kazachstanu: 2009 (Aktobe)
- Superpuchar Kazachstanu: 2010 (Aktobe)